# Médiévisme
Ne doit pas être confondu avec médiévalisme.
Le médiévisme, ou les études médiévales, est l’étude scientifique de la civilisation et de l'histoire du Moyen Âge.

## Branches
Les principales branches d'études médiévales sont les suivantes :
- l'étude pluridisciplinaire du Moyen Âge européen par les historiens, philologues, archéologues, théologiens et chercheurs d'autres sujets. En Allemagne, ce point de vue pluridisciplinaire est organisé par le Mediävistenverband et publie ses articles dans le magazine Das Mittelalter.
- l'historiographie médiévale européenne.
- l'archéologie, en particulier l'« archéologie urbaine » pour enquêter sur les conditions de vie dans les villes et villages médiévaux.
- les études médiévales germaniques ( « vieux allemand »), en tant que branche de la langue et de la littérature allemande, est la science de la langue allemande et de la littérature du Moyen Âge à l'époque moderne, à savoir la période d'environ 700 à 1500. Les langues et littératures étrangères des autres langues vernaculaires européennes médiévales relève des études médiévales latine.
- l'art de l'étude scientifique de l'art du livre, la peinture, la sculpture et l'architecture.

Les sciences auxiliaires de l'histoire comme la diplomatique, paléographie, la codicologie, sigillographie et l'héraldique sont de tout premier plan pour les études médiévales.
De par sa réflexion sur les fixeurs, et plus généralement sur la difficulté occidentale à reconnaitre le travail des intermédiaires, Zrinka Stahuljak, médiéviste, décrit le mouvement entre la translatio et la traduction. La translatio est à l'origine des études qui s'attachent à la fidélité aux textes. Mais, à part quelques figures comme Marco Polo ou Nicole Oresme — qui a traduit Aristote pour Charles V le Sage — on ne s'intéresse pas à qui traduit. La translatio des livres se conçoit comme un transport, au même titre que la translation (reliques). L'objet livre traduit semble doté d'une initiative propre, il incarne la traduction, et cette traduction provoque le déplacement du l'ouvrage. L'agentivité d'un humain dans le processus est ignorée. Il y a un clivage entre le corps humain actif et le texte, qui perdurera dans la modernité. Aussi, plutot que de rechercher les connexions humaines du monde, le médiévisme préfère décrire la transmission de la tradition manuscrite. -.